# Amanita jacksonii
Amanita jacksonii (лат.) — гриб семейства мухоморовые (Amanitaceae). Включён в подрод Amanita рода Amanita.

## Биологическое описание
- Шляпка 5—15 см в диаметре, в молодом возрасте яйцевидной, затем выпуклой или почти плоской формы, обычно с заметным бугорком в центре, ярко-красного или красно-оранжевого цвета, затем с желтоватым краем, гладкая, реже с небольшим количеством белых хлопьевидных остатков покрывала.
- Мякоть белого цвета, иногда с желтоватым оттенком, без особого вкуса и запаха.
- Гименофор пластинчатый, пластинки свободные, часто расположенные, светло-жёлтого или светло-оранжевого цвета. Имеются также пластиночки.
- Ножка 7,5—15 см длиной и 0,9—1,6 см толщиной, тонкая, ровная или сужающаяся кверху, кремового или желтоватого цвета, покрытая желтовато-оранжевыми прожилками. Вольва 4—7 см высотой, до 4 мм толщиной, мешковидная, белого цвета, большая часть её зарыта в почву.
- Споры 7—12,1×5,2—8,7 мкм, неамилоидные, эллипсоидальной или широкоэллипсоидальной формы, реже почти шаровидные или удлинённые.
- Съедобен, однако собирается редко.

## Экология и ареал
Встречается одиночно или небольшими группами, иногда кольцами в смешанных лесах, образует микоризу с сосной и дубом.

## Сходные виды
Другие виды из ряда Hemibapha — Amanita hemibapha, Amanita caesarea и Amanita caesareoides, а также Amanita flavoconia и Amanita parcivolvata.